# Indice planète vivante

Selon le Rapport planète vivante 2022 de WWF, l'indice planète vivante affiche un déclin de 69 % des populations mondiales de vertébrés entre 1970 et 2018.

L'indice planète vivante (IPV, en anglais living planet index ou LPI) est un indicateur d'état de la biodiversité, utilisé pour l'évaluation environnementale, en particulier par l'ONU. 
C'est un indice composite construit sur les tendances observées chez un grand nombre de populations d'espèces de vertébrés du monde entier (les vertébrés sont parmi les mieux connus des taxons animaux) ; il vise à mesurer les changements temporels d'état de la biodiversité dans le monde. Il consiste dans la moyenne des taux de décroissance de la population de nombreuses espèces de vertébrés témoin, par rapport à celle de l'année 1970.
Il est typiquement utilisé dans les approches évaluatives de l'environnement basées sur le « modèle état-pression-réponse ». Pour les scientifiques qui l'utilisent et qui l'ont évalué, c'est un indicateur fiable pour les vertébrés, et qui a une bonne représentativité car couvrant un large spectre d'espèces, dont beaucoup peuvent être considérées comme biointégratrice ou bioindicatrice de l'état écologique de leur habitat, mais il peut sous-estimer une partie de la perte de la biodiversité et sa gravité. 
Traduisant aussi les pressions anthropiques exercées sur les milieux et habitats naturels, il fait partie des indicateurs qui ont permis de confirmer la gravité et l'accélération du déclin global de la biodiversité.
Selon le Rapport planète vivante de WWF en 2018, le déclin de l'IPV entre 1970 et 2014 est estimé à 60 %, ce qui ne veut pas forcément dire que 60% des vertébrés ont disparu mais que la moyenne des décroissances des populations de vertébrés est de 60%, cette moyenne étant non pondérée par la taille des populations.
Néanmoins, une étude scientifique publiée en 2024 constate que le calcul de l'IPV est biaisé par plusieurs problèmes mathématiques et surestime les déclins de population.

## Utilité
Cet indice est pour le grand public, les scientifiques et les décideurs politiques une source synthétique d'informations périodiquement actualisée sur l'efficacité (ou la non-efficacité) des mesures prises en matière de protection de la biodiversité, ou d'agriculture ou urbanisme se voulant plus respectueux de l'environnement. 
Il permet de quantifier et de comparer les variations d'abondance des vertébrés à l'échelle d'un pays, continent, biome ou de la planète. 
Il fournit aussi d'utiles informations sur les types d'habitats et écosystèmes les plus menacés ou dégradés ou sur les vitesses de déclin.
Cette information est complémentaire de celles fournies par les calculs de l'empreinte écologique de l'Humanité sur la planète et sa capacité bioproductive, pour guider les actions visant à traiter la perte de biodiversité.

## Histoire et acteurs
L'indice Planète Vivante a été initialement développé en 1997 par le WWF, en collaboration avec les services et bases de données de l'UNEP-WCMC, dans un esprit d'évaluation environnementale, d'évaluation de la biodiversité et d'évaluation des politiques développées par le Programme des Nations unies pour l'environnement. 
L'UNEP-WCMC a ainsi recueilli de nombreuses données nécessaires au calcul de l'indice durant les premières années du projet.
Le World Wide Fund for Nature (WWF) continue à collaborer avec l'Institut de zoologie (Ioz) et le Département Recherche de la Zoological Society of London (ZSL) pour assurer la continuité du projet.
Les résultats sont présentés au public et décideurs tous les deux ans, dans un document intitulé « Rapport Planète Vivante du WWF ».  Ils sont mis à disposition de tous sur Internet et utilisés par diverses publications dont par exemple le Millennium Ecosystem Assessment et les évaluations faites par l'ONU sur l'état de l'environnement mondial.
Des rapports nationaux (ex Canada, Ouganda...) et régionaux commencent aussi à utiliser cet indice à plus petite échelle géographique. La Banque mondiale s'est intéressé à cet indice.

## Résultats
Deux méthodes différentes de calcul ont été testées. Elles ont donné des résultats très similaires : 
- les populations d'espèces terrestres ont diminué en moyenne de 25 % de 1970 à 2000.
- ce déclin s'est encore accru depuis : de 1970 à 2012, l'indice a chuté de 58 %[14].
- l'indice montre que cette tendance est mondiale.

Ceci suggère que nous sommes en train de dégrader les écosystèmes naturels à un rythme jamais atteint dans l'histoire humaine (situation de crise écologique, la crise de la biodiversité étant par ailleurs exacerbée par la crise climatique, avec - si ces tendances devaient se poursuivre - un risque croissant de collapsus écologique à échelle planétaire).

## Calcul
La base de données Planète Vivante (LPD) est mise à jour et entretenue par ZSL ; 
Fin 2004, la base de données utilisée pour le calcul de l'indice contenait environ 3 000 séries chronologiques concernant les populations de plus de 1 100 espèces. Elle a plus que doublé en 6 ans, avec en 2010 plus de 10 000 données de tendances et dynamiques de populations mesurées pour plus de 2 500 espèces de poissons, amphibiens, reptiles, oiseaux et mammifères. 
En 2019, l'indice est calculé à partir des chiffres de 16704 populations animales de 4005 espèces de vertébrés, soit 6% du nombre des espèces de vertébrés.
L'indice est calculé ainsi : pour chacune des populations, la population de l'année 1970 est prise en référence, et on calcule son taux de décroissance, ou de croissance, par rapport à cette référence à une année donnée. L'indice est la moyenne géométrique de ces taux, non pondérée en fonction de la taille des populations.
L'indice mondial est calculé sur une base très large (données agrégées provenant du suivi de séries chronologiques pour plus de 7 000 de ces tendances, via des séries chronologiques recueillies à partir de diverses sources telles que des revues, bases de données en ligne et rapports gouvernementaux.
Ces tendances par espèces sont regroupées (agrégées) pour produire trois indices spécifiques (terrestre, marin et d'eau douce). Ces 3 indices sont ensuite agrégés pour produire un indice général. 
Il y a cependant peu de différence dans la prise en compte et la représentation entre les espèces menacées et non-menacées.

## Indice et Convention de Rio sur la diversité biologique
En avril 2002, 188 nations s'étaient engagées, sous l'égide de l'ONU, à mettre en œuvre la Convention sur la diversité biologique (CDB). 
Elles devaient notamment  «... réaliser, avant 2010, une réduction significative du rythme actuel de perte de diversité biologique aux niveaux mondial, régional et au niveau national... ». 

L' Indice Planète Vivante est l'un des indicateurs utilisés par l'ONU et le secrétariat de la CDB comme un moyen de mesurer les progrès vers l'objectif de 2010. Les scientifiques du ZSL sont les garants de l'utilisation des méthodes de calcul les plus rigoureuses et robustes. 

## Limites actuelles de l'indice Planète vivante
À la fin des années 2000, selon les études scientifiques disponibles, il ne semble pas y avoir de risque de biais en faveur des espèces protégées lors du calcul de l'indice tel qu'il est pratiqué, mais : 
- Les données ornithologiques sont encore prédominantes[3]. Or, les oiseaux sont volants et souvent très mobiles. Ils sont donc probablement bien moins touchés par la fragmentation écologique que certains invertébrés peu mobiles. Et l'indice n'est fondé que sur 6% des espèces de vertébrés[7].
- De plus, la couverture des données de démographie des populations n'est pas encore homogène non plus[3].
- Les espèces des régions tempérées sont surreprésentées par rapport aux espèces des régions tropicales (où le suivi scientifique est moins important, proportionnellement aux territoires et au nombre d'espèces à suivre)[16].
- L'indice a du mal à représenter des situations très contrastées. En 2019, la moitié des espèces sont stables ou augmentent légèrement, tandis que l'autre moitié est en très forte diminution[7].
- L'indice peut laisser croire que 60% des vertébrés ont disparu, et est souvent interprété ainsi, mais ce n'est pas ce que dit l'indice. L'indice est une moyenne de taux de décroissance de populations de tailles très diverses, et non un taux de décroissance de la population totale des vertébrés. Par exemple, si on calcule l'IPV d'une population de 5000 lions et 100 rhinocéros, qui décroissent respectivement de 30% et 90%, l'indice calculera une décroissance "moyenne" de 74% [17], mais la population totale de ces animaux a diminué, elle, de 30%[7]. Le mode de calcul de l'IPV peut aboutir à une atténuation ou à une accentuation de l'évaluation de la décroissance des populations, il est impossible de le savoir à partir de ce seul indicateur.
- Les vertébrés (sans être en soi de mauvais indicateurs) ne sont peut être pas des indicateurs suffisants (par exemple, dans le domaine macroscopique, « la plupart des espèces décrites et probablement non décrites sur la Terre sont des insectes »[18]. 
Pour le domaine des forêts, des travaux récents (sur la base de la diversité et de l'endémicité des fourmis évaluées pour 13 000 échantillons collectés dans plus de 350 régions couvrant une grande partie du globe) suggèrent que les régions a priori les plus susceptibles de découvertes (les "hot-spots de découverte", dont certaines sont éloignées ou difficiles d'accès pour des raisons sociopolitiques) sont aussi celles qui régressent actuellement le plus vite ou exposées à des menaces disproportionnées de déforestation[18]. Dans ces régions, plus encore qu'ailleurs, en se concentrant presque exclusivement sur les besoins en habitat de groupes relativement bien connus comme les vertébrés, on risque de ne pas conserver ou de mal conserver la diversité beaucoup plus grande des espèces de petite taille, encore à découvrir pour la plupart[18].

Ceci laisse penser que cet indice pourrait sous-estimer l'importance du déclin global de la biodiversité. 
Cependant, quelques-uns des problèmes posés par la sur-représentation sont réduits lors du calcul de l'indice par des facteurs de pondération.
Une étude publiée dans Nature Communications en 2024 remarque que si l'indice Planète Vivante (IPV) indique que les populations de vertébrés ont diminué de près de 70 % au cours des 50 dernières années, cette indication contraste fortement avec les études actuelles basées sur les mêmes données de séries chronologiques de population qui montrent que les populations croissantes et décroissantes sont équilibrées en moyenne. Anna Toszogyova, Jan Smyčka et David Storch constatent que le calcul de l'IPV est biaisé par plusieurs problèmes mathématiques qui imposent un déséquilibre entre les tendances à la hausse et à la baisse détectées et surestiment les déclins de population

## Vers de nouveaux développements?
Parmi les pistes envisagées : 
- calcul d'un indice de tendances pour des espèces exploitées ;
- calcul d'un indice de tendances pour des espèces envahissantes ;
- construction d'un « réseau LPD »  ; ce réseau élargi d'organisations est en cours de constitution, pour recueillir des données à une échelle la plus large possible[3]. L'ajout régulier de données de haute qualité devrait permettre de calculer l'indice pour un panel plus large encore d'espèces et de groupes taxonomiques (encore peu connus parfois) et dans un plus grand nombre de régions. 
Le ZSL et le WWF ont commencé à développer des partenariats pour le calcul d'un indice similaire pour les invertébrés (dont les inventaires commencent à être plus communs en France[20]) et pour les plantes. 
La diversité génétique et spécifique des animaux de ferme et d'élevage pourrait aussi faire l'objet d'un indice de ce type[21]. Les données disponibles montrent en effet aussi une grave érosion de la diversité biologique chez les animaux de ferme[21].